# Ferdinand Dirichs

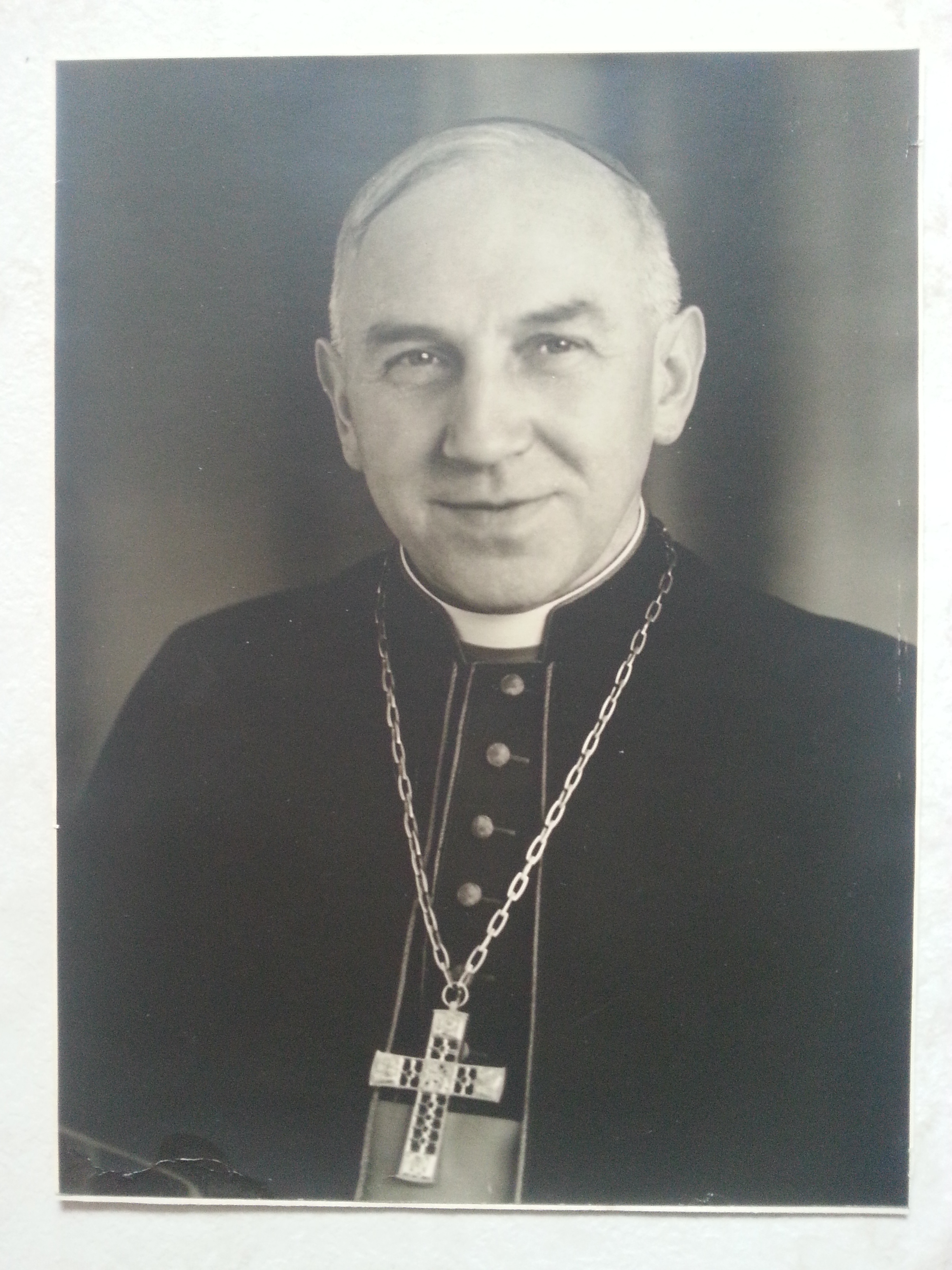
Ferdinand Dirichs

Bischofswappen

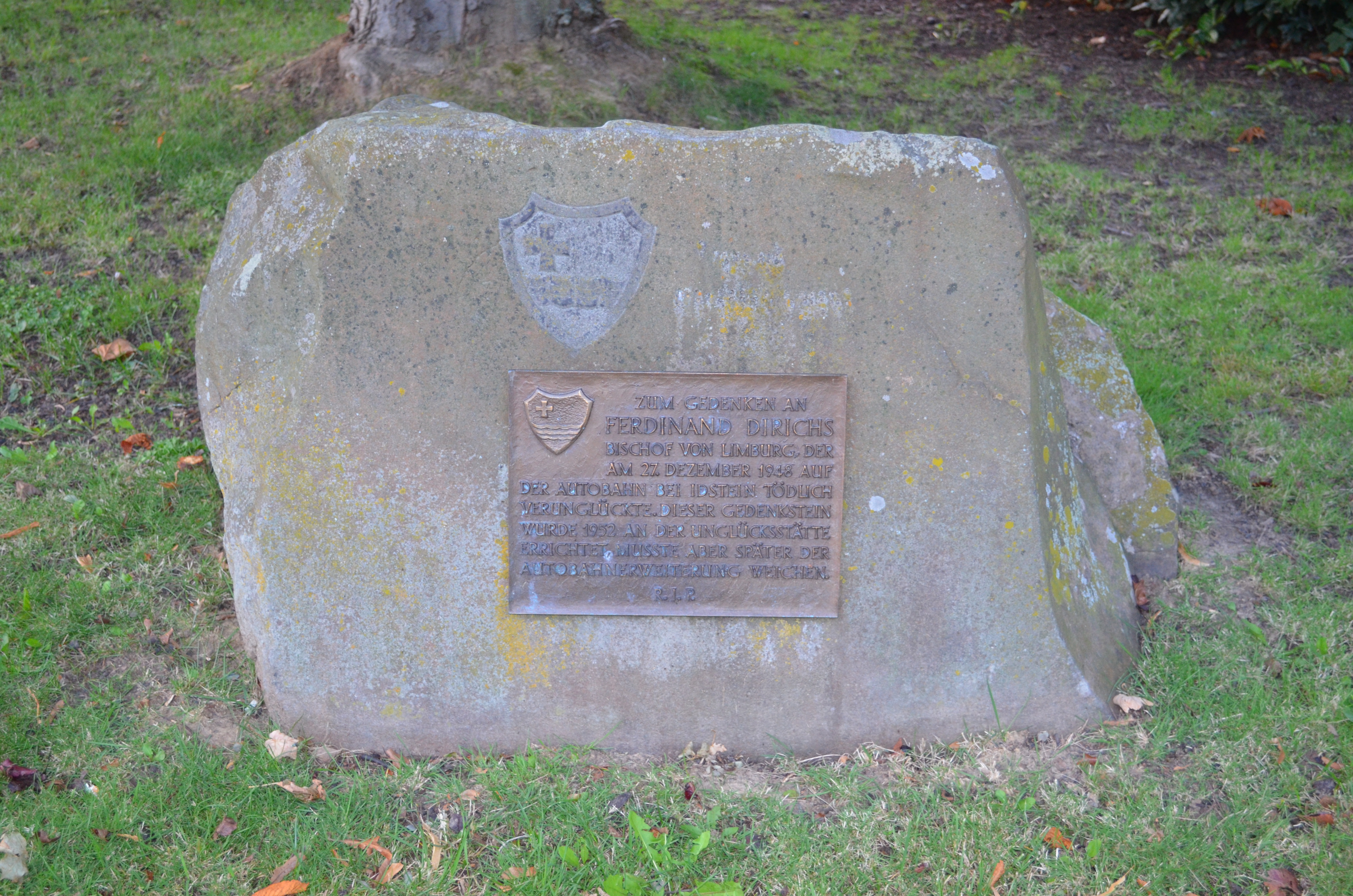
Dieser Gedenkstein wurde zunächst an der Unfallstelle aufgestellt und steht heute an der Katholischen Pfarrkirche St. Martin in Idstein

Ferdinand Dirichs (* 24. November 1894 in Frankfurt am Main; † 27. Dezember 1948 bei Idstein) war von 1947 bis 1948 römisch-katholischer Bischof von Limburg.

## Leben
Dirichs empfing am 23. Dezember 1922 im Kaiserdom St. Bartholomäus in Frankfurt am Main das Sakrament der Priesterweihe. Während des Dritten Reichs war er Diözesanjugendseelsorger und ein ausgesprochener Gegner des Regimes.
Nach dem Tod des Bischofs Antonius Hilfrich wurde Dirichs im Jahr 1947 von Papst Pius XII. zu dessen Nachfolger und zum Päpstlichen Beauftragten für die Seelsorge der Heimatvertriebenen ernannt. Die Bischofsweihe spendete ihm am 21. November 1947 Joseph Kardinal Frings; Mitkonsekratoren waren Johannes Baptist Dietz, Bischof von Fulda, und Albert Stohr, Bischof von Mainz.
Dirichs kam nach nur einjähriger Amtszeit bei einem Verkehrsunfall auf der Bundesautobahn 3 bei Idstein ums Leben.